# Ptačí vrch (Ralská pahorkatina, 337 m)
Ptačí vrch (337 m n. m.) je kopec v okrese Česká Lípa v Libereckém kraji. Leží asi 0,6 km severně od obce Bohatice na jejím katastrálním území. Vrch se v minulosti nazýval Ptačí vršek.

## Popis vrchu
Ptačí vrch je menší kuželovitý suk, vzniklý průnikem čediče a polzenitové žíly druhohorními sedimenty. Polzenitová žíla se nachází na severozápadním úpatí kopce. Vulkanický suk byl vypreparován erozí ze svrchnokřídových vápnitých sedimentů. Kopec se zvedá na severním okraji Bohatic nad Českolipskou kotlinou v jižním předpolí Kamenického kopce. Na severním svahu blízko vrcholu je opuštěný kamenolom. Vrchní partie jsou zalesněny smíšeným lesem, níže převažují pole a travinná vegetace s rozptýlenými keři. Podél severního úpatí Ptačího vrchu protéká Rybniční potok, který se v Zákupech vlévá do Svitavky, pravostranného přítoku Ploučnice.

## Geomorfologické zařazení
Vrch náleží do celku Ralská pahorkatina, podcelku Zákupská pahorkatina, okrsku Cvikovská pahorkatina, podokrsku Brnišťská vrchovina a Bohatické části.

## Přístup
Automobilem či autobusem lze nejblíže přijet do Bohatic jižně od vrchu. Odtud je možné dojít po polní cestě k jižnímu úpatí kopce (polní cesta, uvedená v mapách, je přerušena soukromými pozemky a pastvinami) a pak lesem pokračovat na vrchol. Po jižní a západní straně vrchu vede naučná stezka Ptačí vršek – Bohatice se třemi zastaveními a odpočinkovými místy. Na vrchol nevede žádná oficiální cesta, ale výstupu nic nebrání.

## Galerie

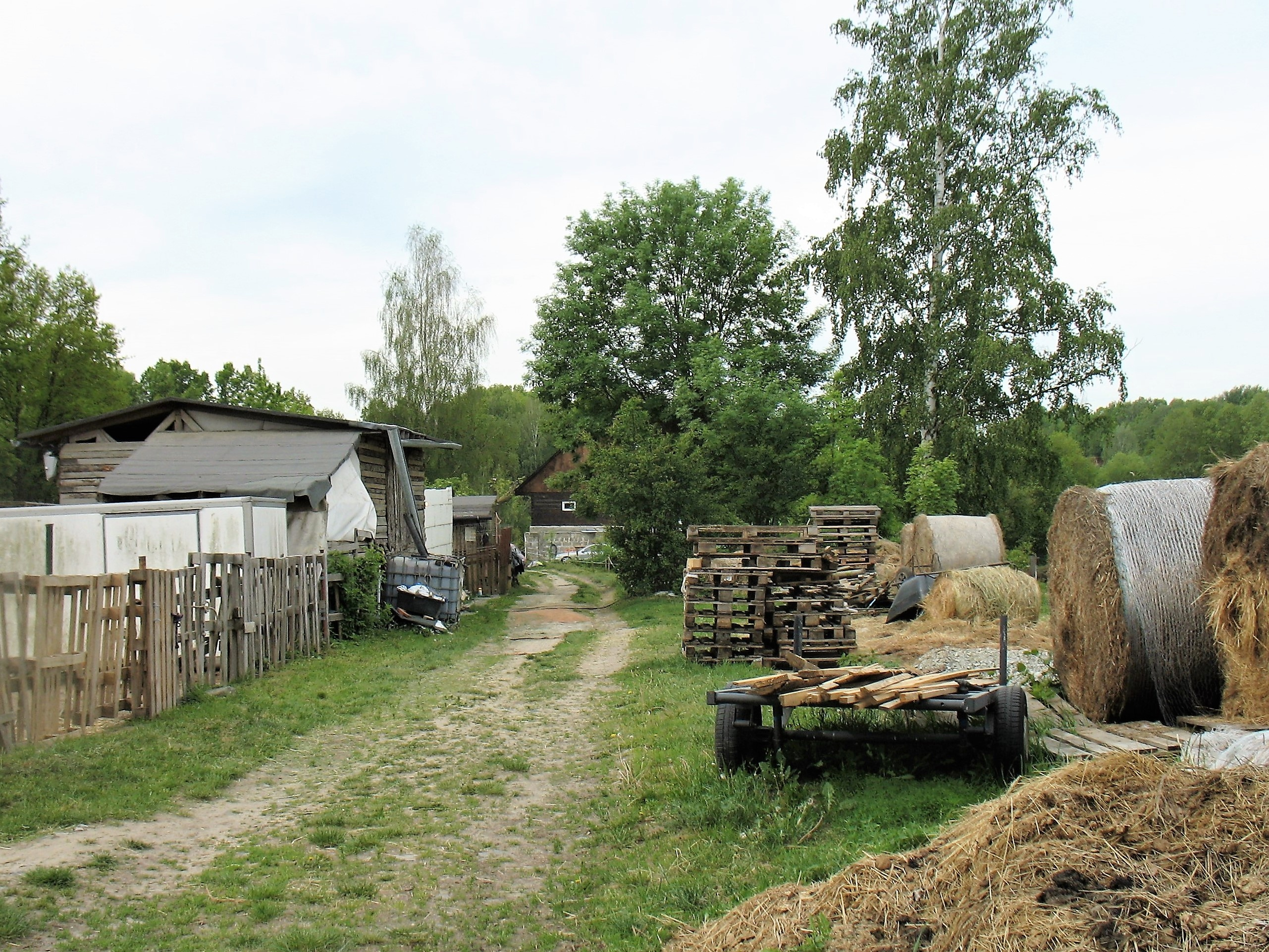
Cesta z Ptačího vrchu do vesnice
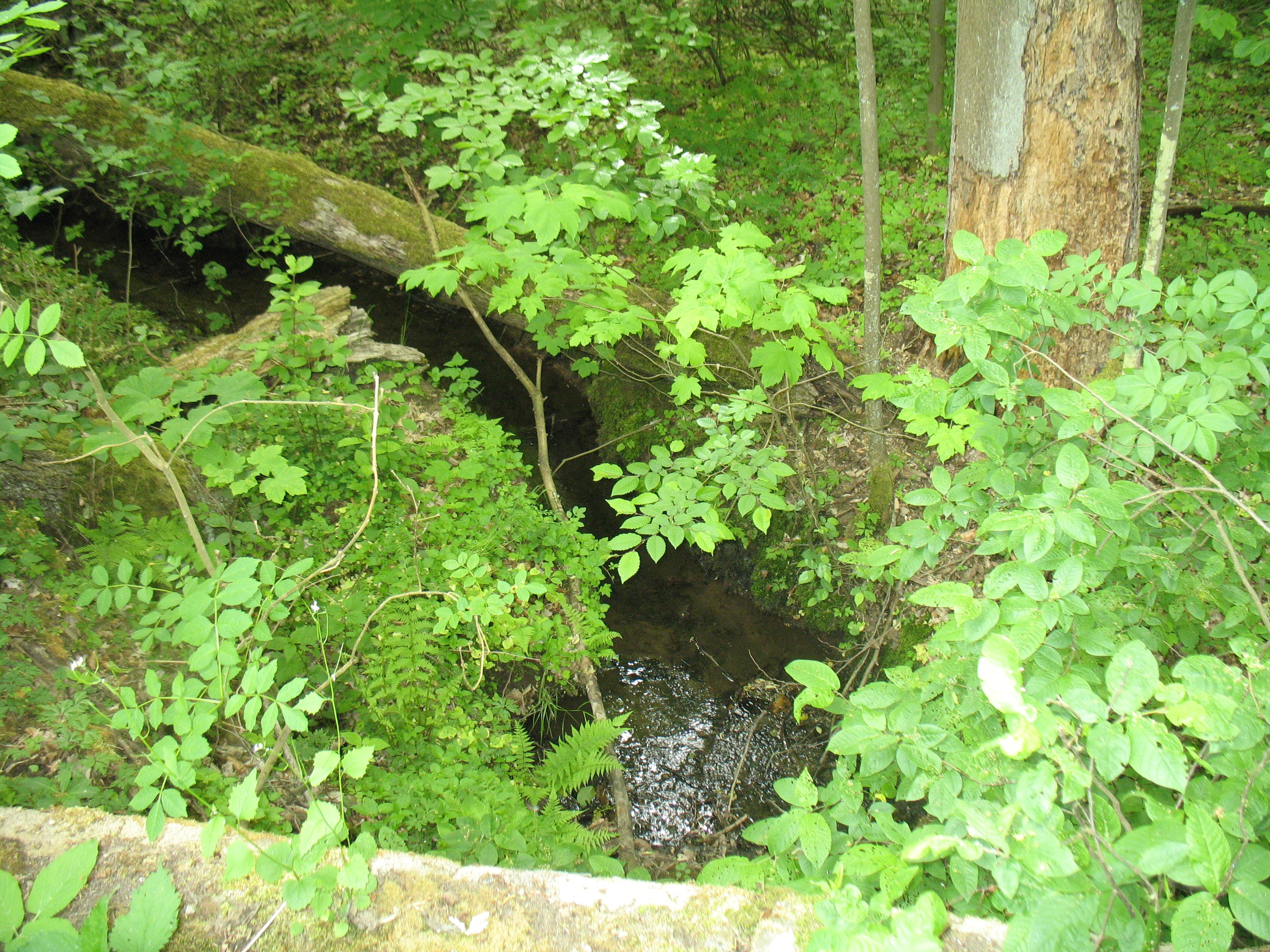
Rybniční potok na severním úpatí kopce
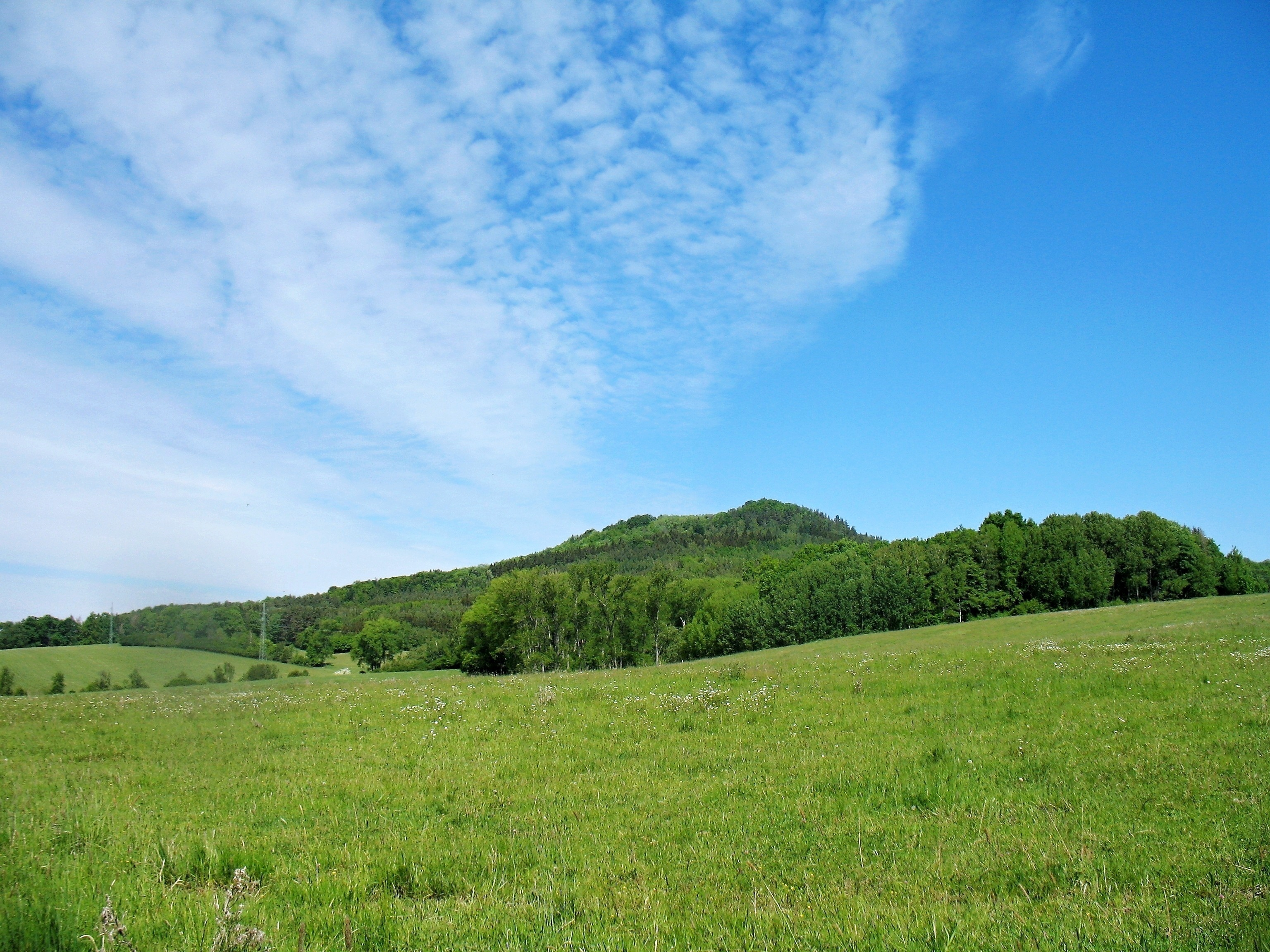
Pohled ke Kamenickému vrchu u Zákup
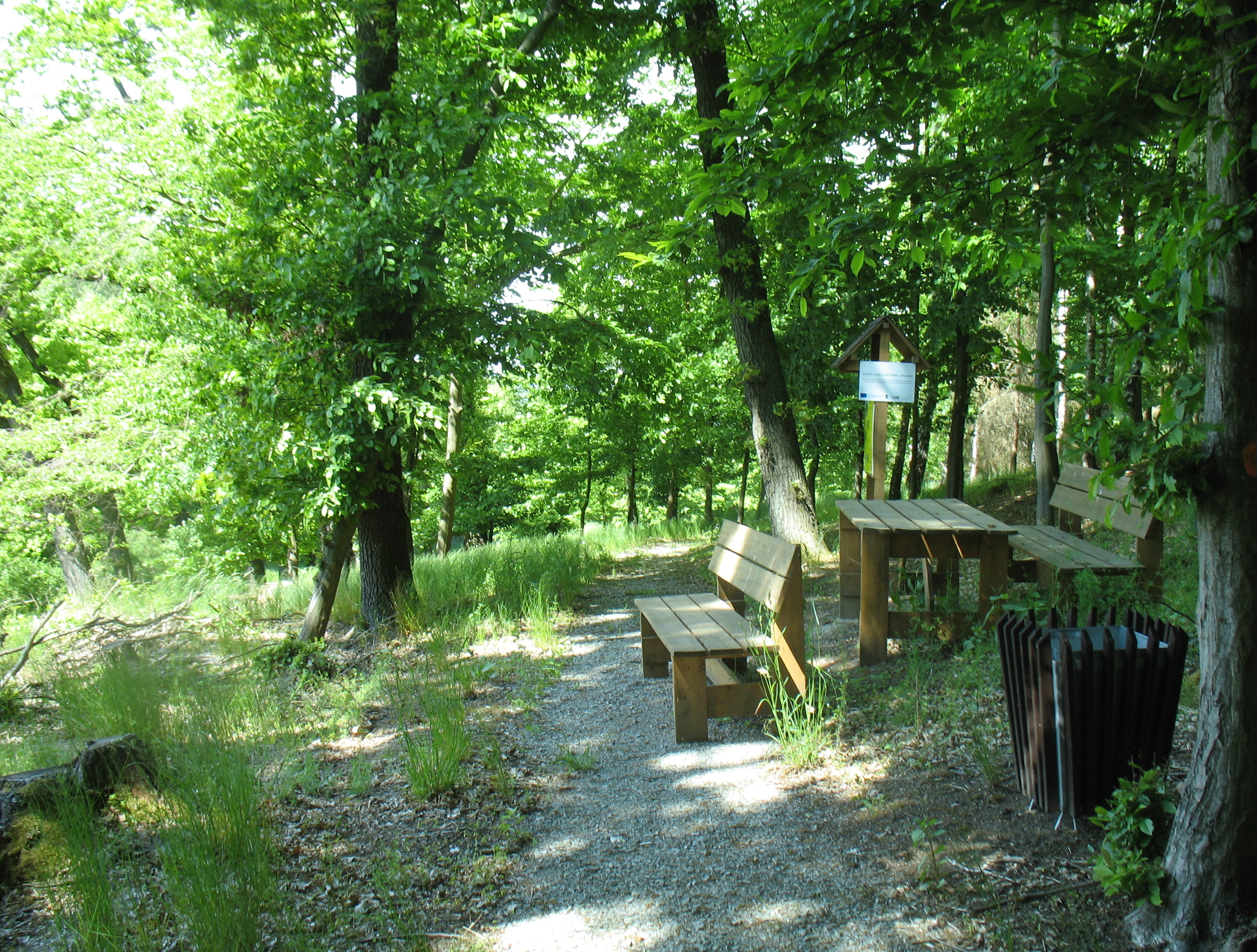
První zastavení na naučné stezce
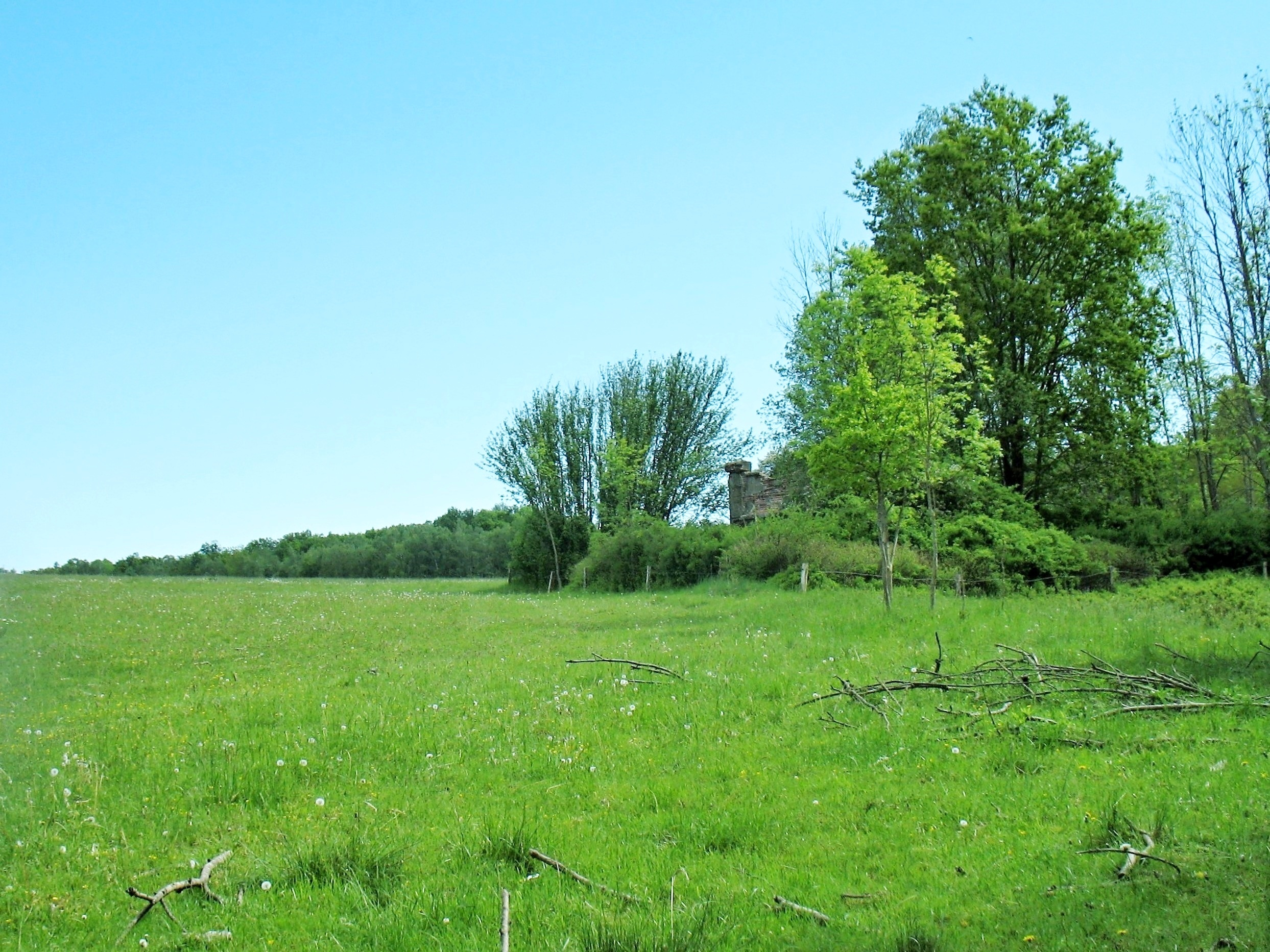
Památkově chráněný vodojem na úpatí